# Кисил-Сир (Вілюйський улус)
Кисил-Сир (рос. Кысыл-Сыр) — смт у Вілюйському улусі Республіки Сахи Російської Федерації.
Населення становить 2686 осіб. Належить до муніципального утворення селище Кисил-Сир.

## Географія

### Клімат
| Клімат Кисил-Сира         | Клімат Кисил-Сира | Клімат Кисил-Сира | Клімат Кисил-Сира | Клімат Кисил-Сира | Клімат Кисил-Сира | Клімат Кисил-Сира | Клімат Кисил-Сира | Клімат Кисил-Сира | Клімат Кисил-Сира | Клімат Кисил-Сира | Клімат Кисил-Сира | Клімат Кисил-Сира | Клімат Кисил-Сира |
| Показник                  | Січ.              | Лют.              | Бер.              | Квіт.             | Трав.             | Черв.             | Лип.              | Серп.             | Вер.              | Жовт.             | Лист.             | Груд.             | Рік               |
| Середній максимум, °C     | −37,9             | −30,5             | −14,4             | 0,4               | 12,4              | 22,2              | 25,3              | 21,0              | 11,1              | −4,3              | −25,4             | −35,7             | −4                |
| Середня температура, °C   | −41,6             | −36               | −22,5             | −7                | 6,1               | 15,3              | 18,4              | 14,3              | 5,5               | −9                | −29,9             | −39,5             | −10               |
| Середній мінімум, °C      | −45,2             | −41,5             | −30,5             | −14,3             | −0,2              | 8,4               | 11,6              | 7,7               | 0,0               | −13,6             | −34,4             | −43,2             | −16               |
| Норма опадів, мм          | 9                 | 7                 | 6                 | 9                 | 20                | 40                | 40                | 38                | 30                | 19                | 14                | 11                | 243               |
| ------------------------- | ----------------- | ----------------- | ----------------- | ----------------- | ----------------- | ----------------- | ----------------- | ----------------- | ----------------- | ----------------- | ----------------- | ----------------- | ----------------- |
| Джерело: climate-data.org |                   |                   |                   |                   |                   |                   |                   |                   |                   |                   |                   |                   |                   |

## Історія
Виникло у 1960 році як селище геологів.
Статус селища міського типу - із 1974 року. 
Згідно із законом від 30 листопада 2004 року органом місцевого самоврядування є селище Кисил-Сир.

## Населення
| 1970  | 1979  | 1989  | 2002  | 2009  | 2010  | 2011  |
| ----- | ----- | ----- | ----- | ----- | ----- | ----- |
| 2833  | ↗5576 | ↗7248 | ↘3609 | ↘3407 | ↘3106 | ↘3084 |
| 2012  | 2013  | 2014  | 2015  | 2016  | 2017  | 2018  |
| ↘2999 | ↘2909 | ↘2838 | ↘2797 | ↘2758 | ↘2728 | ↘2686 |